# Tatjana Rese
Tatjana Rese (* 12. Juli 1956 in Berlin) ist eine deutsche Regisseurin und Autorin.

## Leben und Werdegang
Tatjana Rese wuchs in Berlin (DDR) auf.
Bereits in ihrer Schul- und Studienzeit spielte Tatjana Rese in verschiedenen Laientheatern, u. a. im Arbeitertheater „Maxim Gorki“, im Studententheater der Humboldt-Universität und kleinere Rollen im DDR-Fernsehen, u. a. in der DDR-Fernsehserie Zur See.
Von 1974 bis 1979 studierte sie Germanistik an der Humboldt-Universität zu Berlin mit dem Schwerpunkt Literaturwissenschaft.
Zwischen 1979 und 1982 arbeitete sie zunächst als Regieassistentin, von 1983 bis 1986 als Dramaturgin am Deutschen Theater Berlin. Von 1983 bis 1987 war sie künstlerische Mitarbeiterin des Regisseurs Alexander Lang.
Ihre erste eigene Regiearbeit realisierte Tatjana Rese 1986 mit der Aufführung von Georg Seidels Jochen Schanotta am Theater der Stadt Schwedt. Mit dem Dramatiker Georg Seidel verband sie bis zu dessen frühem Tod 1990 eine intensive Freundschaft; Tatjana Rese besorgte am Theater Schwedt 1988 die Uraufführung seines Stückes Königskinder und inszenierte 1990 an der Landesbühne Esslingen Seidels Stück Carmen Kittel.
Von 1987 bis 1989 war sie Oberspielleiterin am Theater Schwedt. Das Ensemble gastierte mit dem Doppelprojekt Trommeln in der Nacht/Das Badener Lehrstück vom Einverständnis von Brecht während der Internationalen Brechttage 1987 am Berliner Ensemble, mit der Uraufführung von Gregor Edelmanns Theaterfassung von Irene Oberthürs Mein fremdes Gesicht in Dresden und Schwerin und mit Sophokles’ Antigoné während der Werkstatttage des DDR-Schauspiels 1988 in Leipzig. Die kulturpolitischen Differenzen zwischen dem Theater einerseits und der Stadt Schwedt, des Parteibezirks Frankfurt/Oder und dem Ministerium für Kultur der DDR andererseits, setzten sich mit den regimekritischen Regiearbeiten Tatjana Reses fort.
Nach der Wende holte Intendant Jürgen Flügge sie für drei Jahre, von 1990 bis 1993, als Oberspielleiterin an die Württembergische Landesbühne Esslingen. Sie gastierte in diesen Jahren auch am LTT-Landestheater Tübingen und inszenierte im „Werkraumtheater“ der Münchner Kammerspiele ein Projekt mit Studenten der Otto-Falckenberg-Schule.
Von 1993 bis 1997 war Tatjana Rese Schauspieldirektorin am Staatstheater Braunschweig.
Nachdem Generalintendant Jürgen Flügge aufgrund kulturpolitischer und hausinterner Verwerfungen seinen Vertrag 1995 vorzeitig kündigte, leitete Tatjana Rese gemeinsam mit der Operndirektorin Brigitte Fassbaender, dem Ballettdirektor Pierre Wyss und dem Generalmusikdirektor Philippe Auguin das Staatstheater bis 1997. In Braunschweig war sie an der Vorbereitung und Durchführung des Festivals Theaterformen 1995 beteiligt, sie veranlasste im Schauspiel mehrere Uraufführungen, darunter Volker Brauns Die Verstellung, Martin Walsers Das Sofa, Harald Gerlachs Vergewaltigung, Gert Loschütz’ Der Sammler des Schreckens und die deutsche Erstaufführung von Miroslav Krležas Die Wolfsschlucht.
1995 eröffnete Tatjana Rese mit der Aufführung von Ibsens Peer Gynt das „Kleine Haus“ als Schauspielhaus des Staatstheaters. Auch hier stand die Realisierung aktueller Theaterstücke im Vordergrund, u. a. die Uraufführung des sperrigen Textes des Dramaturgen Jens Groß Zwerge vom Berge. Das Team verabschiedete sich 1997 vom Braunschweiger Publikum mit einem großen Heiner-Müller-Spektakel im „Kleinen Haus“.
In den 1990er Jahren inszenierte Rese unter der Intendanz von Thomas Langhoff am Deutschen Theater Berlin, sie brachte 1993 Lothar Trolles Wstawate, Lizzy, wstawate oder Manege frei für eine ältere Dame (mit Gudrun Ritter) und 1995 die Uraufführung des Stückes Werwölfe von Stefan Schütz und der Bolschewistischen Kurkapelle heraus.
Von 1997 bis 2011 arbeitete Rese als freie Regisseurin an unterschiedlichen Bühnen in Deutschland und Österreich, unter anderem am Schauspiel Frankfurt, in Dresden, Leipzig, Magdeburg, Freiburg und Innsbruck. Mit dem Ensemble des Berliner Kabarett-Theaters Die Stachelschweine arbeitete Rese seit 2001 kontinuierlich zusammen; sie entwickelte für das Haus drei Jahresprogramme.
Seit 2009 arbeitet sie regelmäßig für das Berliner Festival Schloss Britz. Hier inszenierte sie 2009 die Barockoper The Beggar’s Opera von John Gay und Johann Christoph Pepusch. Mit ihrer Inszenierung des Komischen Intermezzos Livietta und Tracollo von Giovanni Battista Pergolesi wurde im Sommer 2011 der Kulturstall Schloss Britz eröffnet. Im November 2011 inszenierte sie im Kulturstall Die Neuköllner Zauberflöte – eine Koproduktion zwischen dem Festival Schloss Britz und der Musikschule Paul Hindemith Neukölln; in dem Projekt mit über einhundert Mitwirkenden waren Kinder aus Neuköllner Schulen und aus Neuköllner Kinderchören ebenso eingebunden wie Schüler und Dozenten der Musikschule und Studenten der UdK Berlin und der Hochschule für Musik „Hanns Eisler“ Berlin.
In den letzten Jahren trat Tatjana Rese verstärkt als Autorin in Erscheinung. Ihre Theaterstücke wurden in Krefeld/Mönchengladbach, Lübeck, Magdeburg, Heidelberg, Konstanz und am Berliner Theater Tribüne gespielt.
Für das Theater der Jungen Welt entwickelte sie verschiedene Projekte, u. a. das Musikstück LehrerInnen, mit dem Komponisten Erich A. Radke das Grusical So roth wie Blut nach Motiven der Brüder Grimm, mit dem Komponisten Thomas Wolter die Revue Abgefahren in Leipzig-West und mit dem Autor Matthias Eckoldt das Dokumentarstück Kann das Gehirn das Gehirn verstehen?.
Anlässlich der Luther-Dekade schrieb sie für das Landestheater Eisenach das Libretto für das Musical Luther ! Rebell wider Willen, das in ihrer eigenen Regie 2013 uraufgeführt wurde und bis Ende der Spielzeit 2017 im Repertoire des Hauses blieb.
Von 2011 bis 2015 war Tatjana Rese Schauspieldirektorin am Landestheater Detmold.
2018 übernahm sie die Schauspieldirektion an der Theater und Orchester GmbH Neubrandenburg/Neustrelitz.
Sie hat einen Sohn und ist mit dem Schauspieler und Regisseur Oliver Trautwein verheiratet. Sie lebt in Berlin und Neustrelitz.

## Inszenierungen (Auswahl)
Theater Schwedt
- Jochen Schanotta von Georg Seidel, 1986
- Antigoné von Sophokles, 1987
- Trommeln in der Nacht / Das Badener Lehrstück vom Einverständnis von Bertolt Brecht, 1987
- Die kleine Stadt, Theaterfassung nach Heinrich Mann, UA 1987
- Königskinder von Georg Seidel, UA 1988
- Die Räuber von Friedrich Schiller, 1989
- Der verwunschene Berg von Erich Köhler, UA 1989

Landesbühne Esslingen
- Carmen Kittel von Georg Seidel, 1990
- Der Revisor von Nicolai Gogol, 1991
- Musik von Frank Wedekind, 1991
- Nachtvögel von Rudolf Herfurtner, 1991
- Gretchens Sohn von Wilfried Grote, UA 1992
- Pfingstläuten von Joachim Kuhlmann/Vergewaltigung von Harald Gerlach, Ein Projekt über Deutschland, 1993

- Der neue Menoza von Jakob Michael Reinhold Lenz, Tübingen, 1991
- Ifigenien, ein Studienjahresprojekt an der Otto-Falckenberg-Schule, München, 1992

Deutsches Theater Berlin
- Lizzi oder Manege frei für eine ältere Dame von Lothar Trolle, 1993
- Werwölfe von Stephan Schütz, UA 1995

Staatstheater Braunschweig
- Die Verschwörung des Fiesco zu Genua von Friedrich Schiller, 1993
- Die Wolfsschlucht von Miroslav Krleža, DEA 1993
- Danton / Woyzeck, ein Büchnerprojekt, 1994
- Viel Lärm um nichts von William Shakespeare, 1994
- Peer Gynt von Henrik Ibsen, 1995
- Die Dreigroschenoper von Bertolt Brecht, 1995
- Die Zwerge am Berge von Jens Groß, UA 1996
- „Wüsten der Liebe“, ein Heiner-Müller-Projekt, 1997

Freie Regisseurin
- Quartett von Heiner Müller, Magdeburg, 1997
- Freitag von Hugo Claus, Dresden, DEA 1998
- Macbeth von William Shakespeare, Chemnitz 1998
- Wilhelm Tell von Friedrich Schiller, Chemnitz 1999
- „Kartoffel, Rübe und Zichorie“, ein Open-Air-Projekt, Magdeburg, UA 1999
- Himmel auf Erden von Christoph Hein, Chemnitz, UA 1999
- Jonny spielt auf Oper von Ernst Krenek, Innsbruck, 2000
- Die Laune des Verliebten von Johann Wolfgang von Goethe, Linz, 2000
- Die Zähmung der Widerspenstigen von William Shakespeare, Chemnitz, 2000
- Der Besuch der alten Dame von Friedrich Dürrenmatt, Erfurt, 2001
- Jahres-Programm für das Kabarett-Theater Die Stachelschweine, Berlin, 2001
- Lola nach dem Film von Peter Märthesheimer und Rainer Werner Fassbinder, Konstanz, 2002
- Pinocchio nach Carlo Collodi, Freiburg, 2002
- Jahres-Programm für das Kabarett-Theater Die Stachelschweine, Berlin, 2002
- Sound of Music Musical von Richard Rodgers / Oscar Hammerstein, Linz, 2003
- Geschlossene Gesellschaft von Jean-Paul Sartre, Frankfurt/Main, 2004
- Das singende klingende Bäumchen, nach dem gleichnamigen DEFA-Film, Leipzig, UA 2004
- Besetzt. Programm für das Kabarett-Theater Die Stachelschweine, Berlin, 2004
- Robin Hood von Ulrich Zaum, Leipzig, 2005
- Geschlossene Gesellschaft von Jean Paul Sartre, Dessau, 2005
- Das Schlafzimmer der Alice von Ulrich Hub, Bremerhaven, 2006
- Lehrerinnen!, ein MusikStück von Tatjana Rese, Leipzig, UA 2006
- Zeit im Dunkeln von Henning Mankell, Detmold, 2006
- Blue Print, nach dem gleichnamigen Roman von Charlotte Kerner, Visselhövede, 2007
- Der kleine Muck nach Wilhelm Hauff, Chemnitz 2007
- Der Kissenmann von Martin McDonagh, Detmold 2008
- Effi Briest, nach dem gleichnamigen Roman von Theodor Fontane, Dessau, 2008
- Im weißen Rössl von Ralph Benatzky, Detmold, 2008
- Besetzt II, Programm für das Kabarett-Theater Die Stachelschweine, Berlin, 2008
- So roth wie Blut, Grusical nach Motiven der Brüder Grimm, Leipzig, UA 2008
- Die Ziege oder Wer ist Sylvia? von Edward Albee, Detmold, 2008
- Valentinstag von Iwan Wyrypajew, Konstanz, 2009
- The Beggar’s Opera, Oper von John Gay und Johann Christoph Pepusch, Berlin, 2009
- Räuber Hotzenplotz von Otfried Preußler, Heilbronn, 2009
- The Black Rider Musical von Tom Waits, William S. Burroughs und Robert Wilson, Detmold, 2010
- Hoppla, jetzt komm ich !, eine Hans-Albers-Revue, Konstanz, 2010
- Livietta und Tracollo, Oper von Giovanni Battista Pergolesi, Berlin, 2010
- Einer flog übers Kuckucksnest von Dale Wasserman, Detmold, 2010
- Ladies Night von Stephen Sinclair/Anthony McCarten, Konstanz, 2010
- Der Kirschgarten von Anton Tschechow, Ingolstadt, 2011
- Kommt ein Mann zur Welt von Martin Heckmanns, Detmold, 2011
- Die Neuköllner Zauberflöte, nach der Oper von Wolfgang Amadeus Mozart, Berlin, 2011

Landestheater Detmold
- Iphigenie auf Tauris von Johann Wolfgang von Goethe, 2011
- Die Ratten von Gerhart Hauptmann, 2012
- Irma la Douce, Musical von Marguerite Monnot/Alexandre Breffort, 2012

## Stücke
- Blue Print, Monolog für eine Schauspielerin, nach dem Jugendroman von Charlotte Kerner, UA 2005, Theater Krefeld/Mönchengladbach
- Daybreak, nach dem Film Om Jag Vänder Mig Om von Björn Runge, UA 2006, Die Tribüne, Berlin
- Lehrerinnen!, Ein MusikStück, UA 2006, Theater der Jungen Welt, Leipzig
- Der kleine Muck, UA 2007, Theater Zittau/Theater Chemnitz
- Effi Briest, nach dem Roman von Theodor Fontane, UA 2008, Theater Dessau
- So roth wie Blut (Titel der neuen, überarbeiteten Fassung: Die verlorenen Kinder), ein Grusical nach Motiven der Brüder Grimm, UA 2008, Theater der Jungen Welt, Leipzig
- Hoppla, jetzt komm ich!, eine Hans-Albers-Revue, UA 2010, Theater Konstanz
- „Aus tiefer Not“ Kriminalhörspiel über Martin Luther in Worms gemeinsam mit Matthias Eckoldt – Deutschlandfunk Kultur 2017

## Bücher
- „Freies Geleit für Martin Luther“ – gemeinsam mit Matthias Eckoldt, Kriminalroman, Hamburg 2017